# Tiger Eyes
Tiger Eyes é um livro escrito originalmente por Judy Blume em 1981, sobre uma menina de 15 anos chamada Davey Wexler, que junto de sua mãe, Gwen, e de seu irmão mais novo, Jason, tenta lidar com a morte de seu pai e com as mudanças em sua vida. Com esperanças de começar uma vida nova, os três se mudam para o Novo México, onde Davey conhece um mistérioso garoto.
Olhos de Tigre lida fundamentalmente com questões de perda, luto, mudança, e a força dos laços familiares. A história é narrada do ponto de vista de Davey, sendo oferecida uma alta perspectiva das lutas e mudanças que os Wexler sofrem. É muito recomendando nas escolas americanas como uma excelente leitura para alunos do ensino médio que estão lidando ou que já sofreram alguma intensa mudança ou perda pessoal.
Em 2010, foi anunciada a adaptação cinematográfica do livro, dirigida pelo filho da autora Lawrence Blume. Tiger Eyes estreou nos cinemas americanos em 7 de junho de 2013.

## Enredo
Tiger Eyes é um romance que segue a luta da família Wexler para encontrar a normalidade após o assassinato brutal repentino do pai e marido Adam Wexler. O romance, narrado pela jovem de 15 anos Davey Wexler, detalha os desafios emocionais e físicos destes membros da família. É uma história emocional que retrata a importância e a força dos laços familiares, especialmente durante períodos de provação e tribulação.
Esse romance começa no início do funeral do pai de Davey. Adam, o pai de Davey, tinha sido um homem de posses modestas. Ele era dono de uma pequena mercearia com um apartamento em cima em que ele, sua esposa e dois filhos moravam. Na mente de Davey, seu pai era um artista brilhante, que sonhava em um dia abrir sua própria galeria. Este sonho foi interrompido, no entanto, quando Adam foi morto a tiros durante um assalto a sua loja.
Davey e seu pai eram muito apegados, mas esta não é a única razão pela qual ela luta com sua morte repentina. Davey estava na loja na noite do assassinato. Ela tinha saído escondido com seu namorado, Hugh, e estava no quintal, quando ouviu os tiros. Eles correram para a loja e encontraram Adam sangrando muito e pedindo ajuda. Apesar de seus esforços, o pai de Davey morreu antes mesmo de chegar ao hospital. Embora ela estivesse lá na noite que o pai morreu, Davey recusa-se a revelar este segredo para sua família.
Depois do funeral, cada membro da família tenta encontrar um meio de lidar com sua dor. Jason, o irmão mais novo de Davey, começa a usar uma capa de Drácula. A mãe de Davey, Gwen Wexler, se esforça para ser uma boa mãe e a base de sua família, mas sente-se sem forças, caindo aos pedaços. Em sua dor, Davey tenta fechar-se para o mundo. Ela fica na cama por vários dias, recusando-se a comer ou tomar banho. Ela começa a viver em um estado perpétuo de medo. Davey também passa a dormir com uma faca de pão para proteger a si mesma e as pessoas que ama de outro possível ataque. Quando ela volta a frequentar o colégio poucas semanas depois, tem dificuldade nas matérias e torna-se propensa a ataques de ansiedade que causam até mesmo, perda de consciência. Eventualmente, a mãe de Davey vê que não são apenas os filhos que têm dificuldade em lidar com a perda de seu pai, mas que ela mesma não está conseguindo segurar-se. Então, para tentar reverter a situação e criar uma mudança muito necessária de ritmo, Gwen arranja um novo local para eles ficarem. Trata-se da casa de seus cunhados, em Los Alamos, Novo México.
A tia de Davey, Bitsy e tio Walter não têm filhos e ficam incrivelmente animados em ter Davey e Jason morando com eles. Eles matriculam os filhos de Gwen na escola, e começam a ajudá-los a refazer as suas vidas de volta. Bitsy e Walter tentam criar um ambiente especialmente saudável de uma vida estável para as crianças. Eles encorajam Davey a fazer novos amigos na escola e fazer atividades ao ar livre, como andar de bicicleta. Jason e Bitsy desenvolvem um vínculo estreito de amor compartilhado. Enquanto Bitsy e Walter se aproximam das crianças, Gwen se torna mais reclusa e distante. Isso irrita Davey porque ela sente que sua mãe está deixando a tia e o tio virarem os donos da família. O que ela não entende é que sua mãe está passando por um luto intenso e uma difícil fase depressiva.
Embora esta visita a Los Alamos fosse algo temporário acabou virando algo mais permanente. Gwen, em seu estado frágil, tornou-se dependente de Walter e Bitsy e não podia enfrentar o fato de voltar para sua casa em Atlanta. Ao explorar sua nova cidade, Davey conhece um rapaz misterioso que se chama Wolf - Lobo. Os dois se conheceram por coincidência, enquanto Davey estava caminhando no desfiladeiro perto da casa de seus tios. Com o tempo, os dois estabelecem uma gradual amizade, mas que ao mesmo tempo é secreta. Davey não sabe a verdadeira identidade de Wolf e ele a conhece apenas pelo nome que ela lhe deu, Tiger - Tigre. Apesar de sua relutância em divulgar suas verdadeiras identidades, os dois encontraram consolo e conforto um no outro. Pela primeira vez Davey é capaz de se abrir sobre a morte de seu pai. Wolf também compartilha segredos sobre suas próprias lutas de vida.
Enquanto que no início seu único amigo em Los Alamos era Wolf, Davey rapidamente se torna amiga de Jane, uma aluna do colegial que se esforça para lutar contra suas tendências alcoólicas e as pressões dos pais, que a querem de forma perfeita. É através de sua amizade e o trabalho voluntário com Jane que Davey descobre a a verdadeira identidade de Wolf. O pai dele é um paciente no hospital onde Davey é voluntária e ao longo do tempo os dois se tornam amigos. O pai de Wolf é um paciente com câncer terminal e tanto Davey quanto Wolf, consolam-se uns aos outros quando ele entra na fase final de sua doença.
Após a morte de seu pai, Wolf vai embora, mas promete a Davey que ele irá voltar. Com a partida de Wolf, Davey tem que enfrentar sozinha os problemas que acontecem em sua própria vida. Sua tia e tio parecem ter assumido a família Wexler. Gwen não consegue mais ter autoridade sobre Davey, mas ela permite que Walter e Bitsy falem com ela. Além disso, Gwen começou a namorar um novo homem, depois dos incentivos de Bitsy e Walter. Jason abraçou esta nova vida e este novo sistema familiar, mas Davey recusa-se a fazer isso. Ela se rebeldia contra sua mãe e tios e ataca seu irmão.
Eventualmente, a mãe de Davey pede a ela para ver a conselheira que ela tem visto nos últimos meses em Los Alamos. Na terapia, Davey é finalmente capaz de exalar sua frustração, raiva e culpa a respeito da morte de seu pai. Ela revela o segredo que ela estava lá na noite em que ele morreu. É através de suas sessões com Miriam que Davey é capaz de chegar a um acordo parcial com a perda de seu pai e as mudanças em sua família.
Ao longo de uma noite, passando nas ruínas, sozinhas, Davey e sua mãe têm uma conversa de coração para coração sobre o futuro da família. Gwen revela sua luta pessoal e pede desculpas por sua incapacidade de consolar a filha e ser forte para seus filhos quando eles mais precisavam dela. Ela revela que não irá casar-se com seu namorado Ted, mas que está pronta para voltar a morar em Atlanta se Davey e Jason estiverem prontos. Bitsy e Walter são contra a decisão de Gwen de ir embora, porque eles se tornaram tão apegados à ideia de ter uma família própria, que Davey, Gwen e o pequeno Jason já faziam parte da movimentação e da vida daquela casa. Enquanto eles não têm ideia de como exatamente irão avançar com suas vidas, os três Wexler percebem que simplesmente precisam seguir em frente, mantendo suas vidas juntas, onde quer que eles estejam e onde quer que eles forem.

## Personagens
- Davey Wexler: É uma garota de 15 anos, narradora da história. Ela é uma pessoa tímida mas que tem um bom coração. A morte de seu pai a faz mudar de comportamento, tornando-se rebelde e insatisfeita com sua rotina. Ela terá que aprender que sua mãe e o irmão são fundamentais para que ela enfrente seus desafios.
- Gwen Wexler: É a mãe de Davey, deprimida por causa da morte de seu marido, irritada, mas mesmo assim ainda uma pessoa amorosa. Esforça-se para ser uma boa mãe e para isso tem a ideia de se mudar com os filhos para o Novo México.
- Wolf: Seu nome real é Martin Ortiz. É um rapaz cheio de mistérios que Davey conhece enquanto estava caminhando em um desfiladeiro. Com o tempo, os dois estabelecem uma gradual amizade e uma fonte comum de consolo.
- Jason Wexler: É o irmão de Davey, filho mais novo de Gwen. É um garoto, feliz, alegre e engraçado. Depois da morte de seu pai, passa a querer usar sempre uma capa de Drácula.
- Bitsy: É a tia de Davey, cunhada de Gwen. Ela e o marido não têm filhos e ficam muito felizes com essa família Davey em sua casa. É muito apegada ao pequeno Jason.
- Walter: É o tio de Davey, ele é rigoroso com o comportamento de Davey, mas também está feliz pela presença dos sobrinhos em sua casa.
- Jane Albertson: É a primeira amiga de Davey na escola de Los Alamos. Esforça-se contra suas tendências alcoólicas e as pressões dos pais, que a querem de forma perfeita.
- Ted: É um rapaz novo na cidade de Los Alamos. Ele se interesa por Gwen e quer começar um romance.
- Hugh: É o primeiro namorado de Davey, quando ela ainda morava em Altanta.
- Adam Wexler: É o pai de Davey. É morto logo no começa da história. Ele era dono de uma pequena mercearia com um apartamento em cima em que ele, sua esposa e dois filhos moravam.
- Willie Ortiz: É o pai de Wolf. Está muito doente e em tratamento no hospital onde Davey e Jane fazem trabalho voluntário. Se torna amigo de Davey.

## Controvérsia
A escritora Judy Blume afirma em seu livro Places I Never Meant to Be que este era o único livro que ela escreveu que voluntariamente acabou censurando. Na proposta original, apresentada ao seu editor, a personagem Davey se masturbava pensando em Wolf. Seu editor salientou que o livro era susceptível de ser lido por muitos leitores mais jovens, se essa cena fosse deixada de fora. Após criticar sobre a decisão, Blume concordou e retirou a passagem. Esta continua sendo a única ocasião em que a escritora retirou uma passagem controversa de um de seus livros.
Este livro está na lista da Associação Americana de Literatura como um dos 100 livros mais frequentemente contestados de 1990-2000, na posição número 89.

## Filme
Em outubro de 2010, foi oficialmente anunciada a versão para os cinemas do livro Olhos de Tigre. A autora Judy Blume escreveu o roteiro junto com seu filho Lawrence Blume, que assumiu como diretor e produtor. Depois de 2 meses de negociações, o elenco para o filme foi definido, tendo Willa Holland no papel da protagonista Davey Wexler, Amy Jo Johnson no papel de sua mãe Gwen Wexler e os atores índios americanos Tatanka Means como Wolf e Russell Means como Willie Ortiz. As filmagens aconteceram durante os meses de novembro 2010 a Janeiro de 2011, tendo como principal locação a cidade de Los Alamos, no Novo México, local original onde acontece a narração do livro.
O filme teve sua estreia ao público dos mais seletos festivais de cinema dos Estados Unidos durante o ano de 2012, sendo destaque nos festivais de Sonoma (California), Palm Beach (Florida), Boston (Massachusetts) e Monclair (New Jersey). Em 7 de junho de 2013, Tiger Eyes estreou nos cinemas dos Estados Unidos e também foi lançado simultaneamente em Video on demand. O lançamento do DVD com extras que incluíram cenas excluídas, depoimentos e comentários de Judy Blume, foi lançando em 7 de janeiro de 2014.
Tiger Eyes recebeu o prêmio de "Melhor Filme" do Palm Beach International Film Festival. A atriz Willa Holland recebeu o prêmio de "Melhor Atriz Dramática" do Boston International Film Festival, Tatanka Means foi premiado como "Melhor Ator Coadjuvante" no American Indian Movie Award.